# 新蓮寺
24°36′28″N 120°49′55″E / 24.607759°N 120.831923°E
新蓮寺，原名慈安宮，是位於臺灣苗栗縣後龍鎮校椅里的佛寺，為臺灣少見祭祀王昭君的宗教場所。

## 歷史沿革
寺地一帶早年是泰雅族、賽夏族、道卡斯族活躍之地，加上後來的客家人與閩南人，族群關係複雜。原名「慈安宮」的新蓮寺一說創建於乾隆年間（1790年左右），或嘉慶年間初建小廟並俗稱「觀音宮」。依照開山方丈達珍尼師傳記碑。昭和十一年（1936年）達珍尼師（俗名彭在妹）入駐後轉為佛寺，改稱「新蓮寺」。
1967年改建大雄寶殿，大殿和拜亭都為歇山式屋頂。今位在台13甲線與臺灣高鐵軌道旁，鄰近高鐵苗栗站特區。

## 祭祀神明
寺兼具佛道教風格，供奉釋迦牟尼佛及觀音、媽祖、昭君娘等神佛。
2005年報導時，寺方主委余文秀說原本不知寺中奉祀有昭君娘娘，十七年前無意間在曾任主委的父親遺物中，發現建寺由來手稿，推敲可能是先民希望藉由供奉「平番」有功的王昭君，祈求平安。他調查過寺方附近的墳塋有被原住民出草的死者，後世子孫祭拜時只燒金紙、不帶牲禮，理由是祖先無頭無法進食。2009年採訪時，他則表示曾遍查全台灣各地廟宇，發現只有新蓮寺供奉王昭君。
該王昭君神像造型為手持朝笏，與大眾認知的懷抱琵琶形象截然不同，寺方也不知為何。管理委員會討論決定改成抱琵琶的樣貌。在2009年10月22日請由縣長劉政鴻進行琵琶回授儀式。
2011年有網友告訴在屏東縣佳冬鄉塭子有招君娘娘廟，不過調查後只是神明名稱類似，非王昭君。2011年12月26日，新蓮寺組團南下參加早上的佛光山佛陀紀念館落成大典時，下午順道去招君娘娘廟參拜。

## 藝文活動
2005年值年爐主謝春喜、余文秀等有感於往年慶典邀請戲團唱大戲，信徒參與愈發冷淡，決定首度舉辦名為「昭君娘娘藝文祭」的活動，也號召文史研究者提供祭祀王昭君的線索探源。余文秀還創立苗栗縣昭君文化協會，與中國大陸進行昭君文化交流。他透過祖籍興山縣的學校同事，與湖北的昭君文化研究會聯繫，在2009年參加興山縣古夫鎮辦昭君文化高層論壇，並新雕一尊抱琵琶的昭君像送給對岸，視為「台灣版和平公主」，象徵兩岸和諧交流。
余文秀也感於臺灣新住民辛苦付出，讓臺灣群族文化更加多元、豐富，因此想用王昭君的名義，表揚縣內奮發爭上的新住民。2016年11月1日，寺方聯合後龍鎮公所、苗栗縣昭君文化協會舉辦首屆的昭君文化節，當天除有文化論壇，並表揚了十四名臺灣新住民。次年也是表揚十四位。